# Macrostomorpha
Macrostomorpha je klad volně žijících ploštěnců z podkmenu Rhabditophora. Zahrnuje asi 260 druhů, které spadají do dvou řádů. Většina druhů patří do řádu velkoústí (Macrostomida), který zahrnuje mořské, sladkovodní a brakické ploštěnky. Pro velkoústé je typický jednoduchý hltan, trubicovité střevo a párové protonefridie a pohlavní orgány. Výhradně mořský řád Haplopharyngida naproti tomu zahrnuje pouhé tři popsané druhy.
Klad Macrostomorpha představuje bazální skupinu v rámci Rhabditophora a sdílí takové plesiomorfie, jako jsou endolecitální vajíčka (tj. primitivnější způsob zásobování vajíček, která obsahují velké množství žloutku) a spirální rýhování zygoty. Dalším znakem zjištěným u příslušníků tohoto kladu je přítomnost tvrdého styletu v samčím kopulačním orgánu.